# Яполотська сільська рада
Я́полотська сільська́ ра́да — орган місцевого самоврядування в Костопільському районі Рівненської області. Адміністративний центр — село Яполоть.

## Загальні відомості
- Яполотська сільська рада утворена в 1939 році.
- Територія ради: 52,02 км²
- Населення ради: 2 141 особа (станом на 2001 рік)
- Територією ради протікає річка Горинь.

## Населені пункти
Сільській раді підпорядковані населені пункти:
- с. Яполоть
- с. Волиця
- с. Жалин
- с. Збуж

## Склад ради
Рада складається з 20 депутатів та голови.
- Голова ради: Боришкевич Михайло Андрійович
- Секретар ради: Стасюк Олена Михайлівна

### Керівний склад попередніх скликань
| Прізвище, ім'я, по батькові   | Основні відомості                                                                          | Дата обрання | Дата звільнення |
| ----------------------------- | ------------------------------------------------------------------------------------------ | ------------ | --------------- |
| Боришкевич Михайло Андрійович | Сільський голова, 1958 року народження, освіта вища                                        | 26.03.2006   | 31.10.2010      |
| Боришкевич Михайло Андрійович | Сільський голова, 1958 року народження, освіта вища, член політичної партії «Наша Україна» | 31.10.2010   |                 |

Примітка: таблиця складена за даними сайту Верховної Ради України